# Chaetocnema tongaatensis
Chaetocnema tongaatensis is een keversoort uit de familie bladkevers (Chrysomelidae). De wetenschappelijke naam van de soort werd in 1959 gepubliceerd door Bechyne.